# Christina Schnohr
Christina Schnohr (født 29. januar 1975) er en dansk atlet som har været medlem af Københavns IF, Frederiksberg IF, Aarhus 1900 og Sparta Atletik.
Christina Schnohr var EM-deltager 1994 og 2001 samt VM-deltager 1997. Hun har vundet 36 danske seniormesterskaber (Danmarks Idræts Forbund) 1991-2003. I 2007 blev hun næstformand i Dansk Atletik Forbund men trådte ud, da hun pr. 1. juni 2011 på deltidsbasis blev ansat som videnskabelig konsulent i DAF. I sommeren 2022 blev hun valgt som formand i DAF. Hun har egen virksomhed som Løbeeksperten, hvor hun arbejder som personlig træner og afholder desuden foredrag og workshops om balance i arbejdslivet.
Christina Schnohr har været speaker ved Copenhagen Marathon fra 2005-2015, og ved en række motionsløb, bl.a. DHL-stafetten.
Christina Schnohr er cand.scient. i folkesundhedsvidenskab, ph.d. i sundhedsvidenskab, og ansat som ekstern lektor og forskningskoordinator på Københavns Universitet, Institut for Folkesundhedsvidenskab. Siden 2021 har hun været ansat som seniorforsker på Center for Folkesundhed i Grønland ved Statens Institut for Folkesundhed (Syddansk Universitet). Hun var tidligere ansat som adjunkt på Ilisimatusarfik – Grønlands Universitet i Nuuk. 
Christina Schnohr har tre børn født 2004, 2007, og 2017. Hun er datter af hjertelægen Peter Schnohr, der står bag Eremitageløbet.

## Internationale mesterskaber
- 2001 EM
- 1997 VM-inde 60 meter nummer 30 7,70
- 1994 EM-inde 60 meter nummer 23 7,58

## Danske mesterskaber
| - Bronze 2004 Kuglestød inde 13,15 - Sølv 2003 Kuglestød 13,64 - Sølv 2003 60 meter inde 7,88 - Guld 2002 100 meter 12,06 - Guld 2002 Femkamp inde 3330 - Sølv 2001 100 meter 11,93 - Guld 2001 60 meter inde 7,47 - Guld 2001 200 meter inde 24,57 - Guld 2001 Femkamp inde 3852 - Guld 2000 100 meter 11,77 | - Guld 2000 200 meter 24,24 - Guld 2000 400 meter 54,49 - Guld 2000 Syvkamp 5321 - Guld 2000 60 meter inde 7,50 - Guld 2000 200 meter inde 24,82 - Guld 2000 Femkamp inde 3455 - Sølv 2000 Kuglestød inde 11,69 - Bronze 2000 Længdespring inde 5,37 - Guld 1999 100 meter 1207 - Guld 1999 200 meter 24,46 | - Guld 1999 400 meter 55,52 - Guld 1999 Syvkamp 4961 - Guld 1999 60 meter inde 7,50 - Guld 1999 200 meter inde 24,59 - Guld 1999 60 meter hæk inde 9,04 - Guld 1999 Højdespring inde 1,65 - Guld 1999 Femkamp inde 3539 - Sølv 1999 Kuglestød inde 12,38 - Bronze 1999 Længdespring inde 5,60 - Guld 1998 100 meter 12,41 | - Guld 1998 400 meter hæk 61,94 - Guld 1998 Syvkamp 4816p - Guld 1998 60 meter inde 7,61 - Guld 1998 200 meter inde 24,78 - Sølv 1998 60 meter hæk inde 9,04 - Guld 1997 100 meter 12,62 - Guld 1997 Syvkamp 4870 - Bronze 1997 200 meter 25,24 - Guld 1997 60 meter inde 7,56 - Sølv 1997 200 meter inde 24,87 | - Guld 1996 100 meter 12,71 - Guld 1996 200 meter 24,96 - Guld 1995 100 meter 12,05 - Guld 1995 200 meter 24,6 - Guld 1995 60 meter inde 7,67 - Guld 1995 200 meter inde 25,43 - Guld 1993 100 meter 12,08 - Guld 1993 200 meter 24,76 - Guld 1993 60 meter inde 7,6 |

## Danske rekorder
Seniorrekorder: 
- 4x400 meter klubhold 3,38,65 23. juni 2001
- 4x400 meter klubhold 3,41,85 25. maj 2001

Seniorrekorder indendørs 
- 200 meter inde 24,52 3. februar 2001